# موسى جيل
موسى جيل (بالإنجليزية: Moses Gill)‏ (18 يناير 1734 - 20 مايو 1800) كان سياسيًا من ماساتشوستس ولقد كان القائم بأعمال محافظ ماساتشوستس بين الفترة 7 يونيو 1799 - 20 مايو 1800.